# Hispasat 36W-1
Hispasat 36W-1 (oznaczany również jako Hispasat AG1) – hiszpański satelita telekomunikacyjny, należący do operatora Hispasat. Jest to pierwszy satelita zbudowany w oparciu o platformę satelitarną SmallGEO, opracowaną przez Europejską Agencję Kosmiczną i niemieckiego producenta satelitów OHB Systems.
Głównym ładunkiem satelity jest komputer pokładowy o nazwie RedSAT, oraz 20 transponderów pasma Ku i 3 transpondery pasma Ka.
Satelitę wyniesiono na orbitę 28 stycznia 2017 z Gujańskiego Centrum Kosmicznego przy użyciu rakiety Sojuz 2.1b z górnym stopniem Fregat-MT. Satelita znajduje się na długości geograficznej 36º W, docelowo ma obejmować swoim zasięgiem rejon Półwyspu Iberyjskiego oraz Ameryki Północnej i Południowej.